# Un amore a Parigi
Un amore a Parigi (Monpti)  è un film del 1957 diretto da Helmut Käutner, basato sul romanzo omonimo di Gábor von Vaszary che collaborò anche alla sceneggiatura. I ruoli principali sono interpretati da Romy Schneider e Horst Buchholz. La pellicola fu proiettata per la prima volta il 12 settembre 1957 al cinema Lichtburg di Essen.

## Trama
Un giovane e squattrinato pittore ungherese e la sarta diciassettenne Anne-Claire si conoscono in un parco di Parigi. Lei lo chiama Monpti - mon petit - "piccolo mio". I due si innamorano e trascorrono un periodo felice. Anne-Claire, per paura di perdere il ragazzo, racconta di appartenere ad una ricca famiglia ma Monpti scopre presto che la giovane è invece di umilissime origini. Arrabbiato per essere stato preso in giro, Monpti schiaffeggia Anne-Claire in mezzo alla strada e se ne va su di un taxi piantandola in asso. Nel tentativo di rincorrerlo, Anne-Claire viene investita. Al capezzale della ragazza il giovane le promette di sposarla, ma Anne-Claire muore poco tempo dopo a causa delle ferite riportate.
Parallelamente viene narrata la storia di una seconda coppia la cui relazione è in forte contrasto con la trama principale. Il protagonista è un altro Monpti, amante della ricca Nadine da cui è mantenuto. I due vivono un rapporto squallido e non riescono in alcun modo ad essere felici. Per uno strano scherzo del destino sarà proprio Nadine alla guida della sua fuoriserie ad investire Anne-Claire a seguito di un diverbio con il suo Monpti.